# ۴-هیدروکسی‌تستوسترون
۴-هیدروکسی‌تستوسترون (به انگلیسی: 4-Hydroxytestosterone) با فرمول شیمیایی C۱۹H۲۸O۳ یک ترکیب شیمیایی با شناسه پاب‌کم ۱۶۰۶۱۵ است. که جرم مولی آن ۳۰۴٫۴۲ g/mol می‌باشد. 